# Franjo Šeper
Franjo Šeper (Osijek, 2. listopada 1905. – Rim, 30. prosinca 1981.), hrvatski nadbiskup i kardinal.

## Životopis
Pohađao je Klasičnu gimnaziju u Zagrebu te ju je završio 1924. godine. Teologiju je studirao u Zagrebu i Rimu. Kao pitomac Papinskog zavoda Germanicum et Hungaricum doktorirao je na Gregoriani. Od 1941. do 1945. bio je rektor Bogoslovnog fakulteta u Zagrebu, od 1954. zagrebački nadbiskup koadjutor, a od 1960. nadbiskup. Kao nadbiskup pokrenuo je Pastoralni tjedan za trajnu naobrazbu svećenika, osnovao katoličku novinsku kuću Glas koncila (1964) i Centar za koncilska istraživanja, dokumentaciju i informacije Kršćanska sadašnjost (1968). Kardinal Franjo Šeper sudjelovao je na Drugom vatikanskom koncilu. Papa Pavao VI. imenovao ga je 1965. godine kardinalom, a bio je i predsjednik međunarodne teološke komisije, pročelnik rimskog zbora za nauk vjere (1968. – 1981.), te član brojnih vatikanskih vijeća i komisija. Istaknuo se u koncilskim pripremnim komisijama i na samom koncilu; promicao dijalog sa suvremenim društvima, zagovarao ređenje trajnih đakona laika i dr. Na Koncilu je uz izvrsnu klasičnu naobrazbu i poznavanje jezika pokazao teološku odmjerenost. Kongregaciju za nauk vjere reformirao je u ured vrednovanja važnih teoloških mišljenja, pa je po ocjenama mnogih zaslužan za razvoj postkoncilske teologije i Crkve. Kao pročelnik Kongregacije za nauk vjere bio je prvi Hrvat u povijesti koji je dosegnuo tako važan crkveni položaj. Pokopan je u zagrebačkoj prvostolnici.

## Slobodno zidarstvo
- Šeperovo pismo kardinalu Krolu (1974.)
- Deklaracija o statusu katolika koji postaju slobodni zidari (1981.)
- Katolička Crkva i slobodno zidarstvo

## Vanjske poveznice
Mrežna mjesta
- Franjo Šeper, kardinal (1960. – 1969.), životopis na stranicama Zagrebačke nadbiskupije
- Kardinal Franjo Šeper i sluga Božji Ivan Merz Pristupljeno 27. svibnja 2013.
- Svi hrvatski kardinali, IKA, 24. listopada 2003., IKA P - 63684/10

| Titule u Katoličkoj Crkvi    | Titule u Katoličkoj Crkvi        | Titule u Katoličkoj Crkvi |
| ---------------------------- | -------------------------------- | ------------------------- |
| prethodnik Alojzije Stepinac | zagrebački nadbiskup 1960.–1970. | nasljednik Franjo Kuharić |